# Hailey Danz
Hailey Danz née Danisewicz (avant changement d'état civil en novembre 2016) le 9 janvier 1991 à Milwaukee est une triathlète handisport américaine, championne du monde de paratriathlon TRI-2 (2013).

## Biographie
Hailey Danz est amputée de la jambe gauche à 14 ans à la suite d'un cancer des os.

## Palmarès triathlon
Le tableau présente les résultats les plus significatifs (podium) obtenus sur le circuit international de paratriathlon depuis 2013,. 
| Année | Paratriathlon                                   | Pays        | Position           | Temps           |
| ----- | ----------------------------------------------- | ----------- | ------------------ | --------------- |
| 2021  | Jeux paralympiques de Tokyo PTS2                | Japon       | Médaille d'argent  | 1 h 14 min 58 s |
| 2016  | Jeux paralympiques de Rio PT2                   | Brésil      | Médaille d'argent  | 1 h 23 min 43 s |
| 2016  | Championnats du monde de paratriathlon PT2      | Pays-Bas    | Médaille de bronze | 1 h 25 min 11 s |
| 2015  | ITU Series PT2 - Étape de Sunshine Coast        | Australie   | Médaille d'or      | 1 h 32 min 32 s |
| 2015  | Championnat nord-américain de paratriathlon PT2 | Mexique     | Médaille d'or      | 1 h 23 min 28 s |
| 2015  | ITU Series PT2 - Étape de Rio de Janeiro        | Brésil      | Médaille d'or      | 1 h 24 min 37 s |
| 2015  | Championnats du monde de paratriathlon PT2      | États-Unis  | Médaille d'argent  | 1 h 25 min 45 s |
| 2014  | ITU Series PT2 - Étape de Chicago               | États-Unis  | Médaille d'or      | 1 h 32 min 48 s |
| 2014  | ITU Series PT2 - Étape de Dallas                | États-Unis  | Médaille d'or      | 1 h 42 min 56 s |
| 2014  | Championnats du monde de paratriathlon PT2      | Canada      | Médaille d'argent  | 1 h 33 min 39 s |
| 2013  | Championnats du monde de paratriathlon TRI-2    | Royaume-Uni | Médaille d'or      | 1 h 29 min 29 s |